# Khvājehlar-e Vosţá
Khvājehlar-e Vosţá (persiska: خواجِهلَرِ وُسطَى, خواجه لر وسطى) är en ort i Iran.   Den ligger i provinsen Östazarbaijan, i den nordvästra delen av landet, 400 km väster om huvudstaden Teheran. Khvājehlar-e Vosţá ligger 2 309 meter över havet och antalet invånare är 115.
Terrängen runt Khvājehlar-e Vosţá är kuperad.Runt Khvājehlar-e Vosţá är det ganska glesbefolkat, med 28 invånare per kvadratkilometer. Närmaste större samhälle är Z̄āker Kandī, 6,4 km väster om Khvājehlar-e Vosţá. Trakten runt Khvājehlar-e Vosţá består i huvudsak av gräsmarker.